# Thomas Ogden
Pour les articles homonymes, voir Ogden.
Thomas Henry Ogden, né le 4 décembre 1946, est un psychiatre, psychanalyste et écrivain américain.

## Biographie
Il fait ses études au Amherst College, où il obtient son diplôme. Il poursuit ses études à la faculté de médecine de l'université Yale, puis se spécialise en psychiatrie. Il travaille comme psychiatre durant une année à la Tavistock Clinic de Londres puis se forme à la psychanalyse à l'institut de psychanalyse de San Francisco. 
Il est analyste et superviseur, membre de l'Institut de psychanalyse de Californie du Nord et de l'Association psychanalytique internationale.
Il est cofondateur, avec L. Bryce Boyer, du Center for the Advanced Study of the Psychoses de San Francisco, dont il est l'actuel co-directeur.
Il a été membre du comité de rédaction pour l'Amérique du Nord de la revue The International Journal of Psychoanalysis, et de la revue Psychoanalytic Dialogues.
Il est également poète et romancier, auteur de deux romans, The Parts Left Out (2014) et The Hands of Gravity and Chance (2016).

## Recherches
Thomas Ogden est « inspiré par une interprétation théorique d’auteurs tels que Wilfred Bion, Ronald Fairbairn, Susan Isaacs, Melanie Klein, Hans Loewald, Harold Searles et Donald Winnicott ». Dans son article « On holding and containing, being and dreaming », il étudie les liens et les différences entre la notion de holding définie par Donald Winnicott et la notion de « contenant-contenu » théorisée par Wilfred Bion. Son article traduit en français, « Le tiers analytique : les implications pour la théorie et la technique psychanalytique », essaie de rendre compte de l'expérience intersubjective en séance, entre l'analyste et son patient. Il obtient en 2010 le prix Hans Loewald pour son article « Reading Loewald: Oedipus reconceived »,, relecture de l'article de Hans W. Loewald, « The Waning of the Oedipus Complex ».

## Récompenses
- 2004 : prix de l'International Journal of Psychoanalysis pour un article
- 2010 : prix Haskell F. Norman for Psychoanalytic Excellence, San Francisco Center for Psychoanalysis
- 2012 : Sigourney Award[1]
- 2014 : prix Hans Loewald pour son article « Reading Loewald: Oedipus reconceived »[12]

## Publications

### Essais de psychanalyse (sélection)
- Les Sujets de l'analyse, Ithaque, Paris, 2014 (trad. de Subjects of Analysis, 1994)[13]
- Reverie and Interpretation: Sensing Something Human, 1997
- Conversations at the Frontier of Dreaming, 2001
- Cet art qu'est la psychanalyse : rêver des rêves inrêvés et des cris interrompus, Ithaque, Paris, 2012 (trad. de This Art of Psychoanalysis: Dreaming Undreamt Dreams and Interrupted Cries, 2005)[14]
- avec Benjamin Ogden, The Analyst's Ear and the Critic's Eye: Rethinking Psychoanalysis and Literature, 2013
- Redécouvrir la psychanalyse: penser, rêver, apprendre, oublier, Ithaque, 2020  (ISBN 291612084X) (trad. de Rediscovering Psychoanalysis: Thinking and Dreaming, Learning and Forgetting, 2009)
- Vers une nouvelle sensibilité analytique. Le vivant (et le mort) dans le cabinet d’analyse, Ithaque, 2020.
- Expériences en analyse. Vivre enfin les vies non vécues, Ithaque, 2023  (ISBN 9782490350346) (en anglais, Reclaiming Unlived Life: Experiences in Psychoanalysis, 2016)

### Romans
- The Parts Left Out, 2014
- The Hands of Gravity and Chance, 2016

### Articles et chapitres d'ouvrages récents
- avec Glen O. Gabbard, « Devenir psychanalyste », L’Année psychanalytique internationale, vol. volume 2010, no. 1, 2010, pp. 195-214.[lire en ligne]
- « Pourquoi lire Fairbairn ? », L’Année psychanalytique internationale, vol. volume 2011, no. 1, 2011, pp. 57-78.[lire en ligne]
- « Lire Susan Isaacs : vers une révision radicale de la théorie de la pensée », L’Année psychanalytique internationale, vol. volume 2012, no. 1, 2012, pp. 141-163. [lire en ligne]
- « La crainte de l’effondrement et la vie non vécue », L’Année psychanalytique internationale, vol. volume 2015, no. 1, 2015, pp. 17-40.
- Ogden, T. (2020). Le sens du réel : à propos de l’article de Winnicott. « De la communication et de la non-communication suivi d’une étude de certains contraires », L’Année psychanalytique internationale, 2020, 125-148.  [lire en ligne]
- avec G. Gabbard, Le leurre du symptôme au cours du traitement psychanalytique, Cliniques, 22, 16-32, 2021 [lire en ligne]

### Entretien
- « Pour une nouvelle sensibilité analytique ou « Que veux-tu être quand tu seras grand ? » », Entretien de Thomas H. Ogden, par N. Gougoulis et K. Driffield (traducteur J.-B. Desveaux)  Le Carnet Psy, n°253, 9 mai 2022, p.5-9, [lire en ligne].